# Ahriman
Ahriman ili Angra Mainyu je zoroastrijski zloduh, odnosno suprotnost bogu dobra, Ahura Mazdi. "Angra Mainyu" doslovno znači "bijesno mnjenje". Prirodu Ahrimana često opisuje riječ „Druj“ (laž), a glavne njegove karakteristike su pohlepa, gnjev i zavist. Ahriman je opisan kao prirodna sila odvojena od Ahure Mazde i suprotstavljena njemu i njegovu djelu, a egzistira samo na duhovnom planu, za razliku od duhovne i fizičke egzistencije onog što je stvorio Ahura Mazda. Napad Ahrimana događa se između tih dviju krajnih točaka na vremenskoj traci. Ljudi se u njihovoj dugotrajnoj borbi, koja po legendi traje 9 tisućljeća, mogu prikloniti jednoj ili drugoj strani, što ovisi od toga jesu li oni dobre i pravedne ili loše i zle osobe. Zoroastrizam je dualistička religija po tome što predviđa pobjedu Dobra (Ahura Mazde) na kraju povijesti, odnosno poraz Ahrimana i njegovih demona.

## Poveznice
- Zoroastrizam
- Zaratustra
- Ahura Mazda

## Vanjske poveznice
- Ahriman (enciklopedija Britannica)
- Ahriman (Looklex.com)  Arhivirana inačica izvorne stranice od 31. siječnja 2010. (Wayback Machine)